# Cataloipus fuscocoeruleipes
Cataloipus fuscocoeruleipes är en insektsart som beskrevs av Sjöstedt 1923. Cataloipus fuscocoeruleipes ingår i släktet Cataloipus och familjen gräshoppor. Inga underarter finns listade i Catalogue of Life.

## Bildgalleri

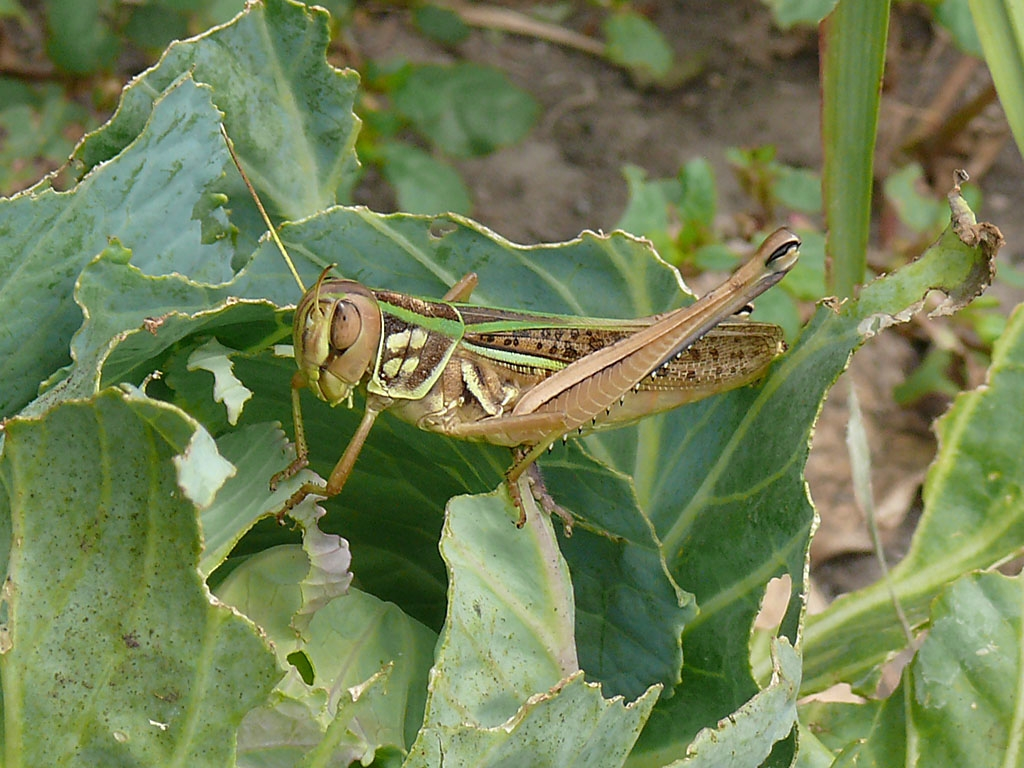
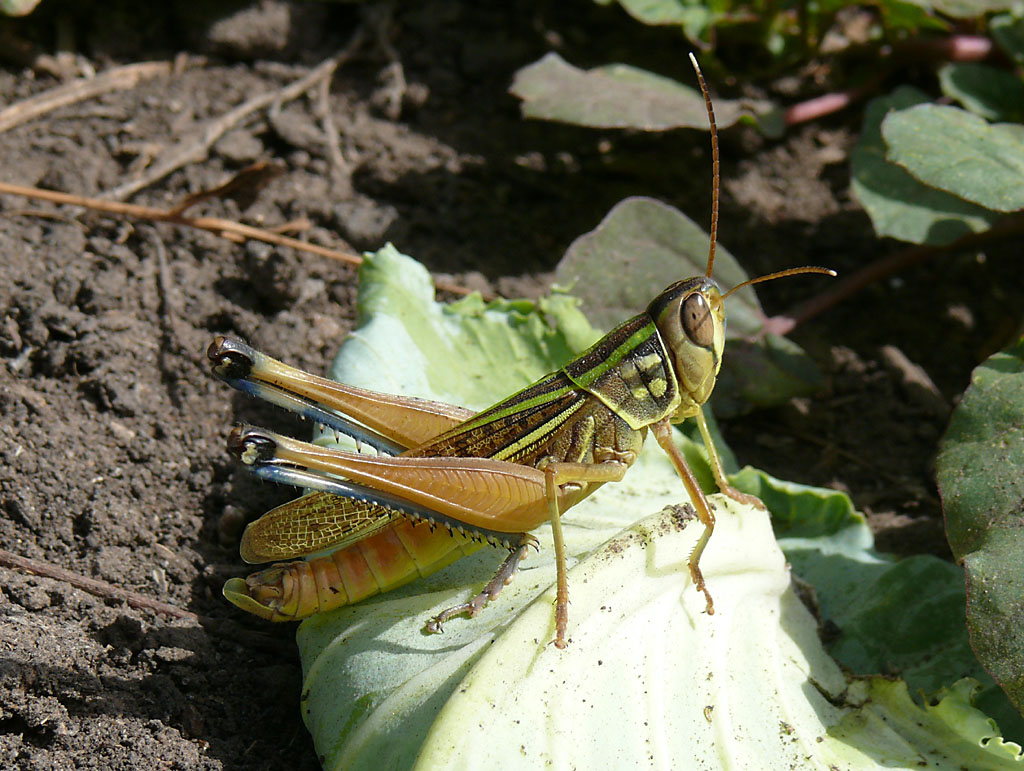